# Polyscias muraltana
Polyscias muraltana är en araliaväxtart som beskrevs av Georges Bernardi. Polyscias muraltana ingår i släktet Polyscias och familjen Araliaceae. Inga underarter finns listade.